# Groenrugtodietiran
De groenrugtodietiran (Hemitriccus nidipendulus) is een zangvogel uit de familie tirannen (Tyrannidae).

## Kenmerken
De groenrugtodietiran bereikt een lengte van 12 centimeter. Het is een kleine vogel met een groene rug en een witte onderzijde.

## Verspreiding en leefgebied
Deze zangvogel is endemisch in Brazilië en telt twee ondersoorten:
- H. n. nidipendulus: Centraal-West Brazilië (Bahia).
- H. n. paulistus: Zuidoost-Brazilië (Espírito Santo, Minas Gerais, Rio de Janeiro en São Paulo).

Het verspreidingsgebied van de groenrugtodietiran strekt zich uit van de staat Paraná in Zuid-Brazilië tot de staat Sergipe in Noordoost-Brazilië.
De natuurlijke habitats zijn subtropische of tropische vochtige laagland bossen, en zwaar gedegradeerd vroeger bossen op een hoogte van zeeniveau tot 1100 m. Deze liggen in twee verschillende biomen: Cerrado en het Atlantisch Woud.

## Voeding
De groenrugtodietiran voedt zich vooral met insecten.

## Status
De grootte van de populatie is niet gekwantificeerd maar de soort wordt omschreven als vrij algemeen. Op de Rode lijst van de IUCN heeft deze soort de status niet bedreigd. Desondanks wordt deze zangvogel in Brazilië onder meer bedreigd door ontbossing.